# Bulbostylis neglecta
Bulbostylis neglecta ist eine seltene Pflanzenart aus der Familie der Sauergrasgewächse. Sie ist endemisch auf St. Helena und war zwischen 1806 und 2008 nur vom Lektotypus bekannt, der von William John Burchell gesammelt wurde.

## Merkmale
Bulbostylis neglecta ist eine einjährige Grasart, die Wuchshöhen von 2,5 bis 10 Zentimeter erreicht und kleine Büschel hat. Die fünf Zentimeter langen Blätter sind umhüllt und an der Basis behaart. Der Blütenstand besteht aus ein bis drei Ährchen in einem schmalen endständigen Blütenkopf. Die braunen Hüllspelzen sind gekielt und haben fünf deutliche Nerven. Die Blütezeit ist im Juli.

## Wiederentdeckung und Gefährdung
Im Juli 1806 entdeckte William John Burchell die Art auf trockenen Plätzen in der Umgebung des High Knoll Forts im Nordwesten von St. Helena. Danach hielt man sie über 200 Jahre für ausgestorben, bis etwa 4000 Exemplare im Mai 2008 von einem Team des South Atlantic Invasive Species Project der Europäischen Union an einem abgelegenen Ort bei High Hill im Westen der Insel wiederentdeckt wurden. Experten der Royal Botanic Gardens, Kew bestätigten anschließend, dass es sich tatsächlich um die verschollen geglaubte Art handelt. Gleichzeitig schlugen die Naturschützer Alarm, da sich die invasive afrikanische Grasart Pennisetum setaceum unkontrolliert in der Region ausbreitet und innerhalb von zehn Jahren zu einem erneuten Verschwinden von Bulbostylis neglecta beitragen könnte.